# رود ایربیت
رود ایربیت (انگلیسی: Irbit) یک رودخانه در استان سوردلوفسک کشور روسیه است.